# Баруун-Баян-Улаан
Баруун-Баян-Улаан (монг. Баруунбаян-Улаан) — сомон Уверхангайського аймаку, Монголія. Площа 3,9 тис. км², населення 2,7 тис. Центр сомону лежить за 620 км від Улан-Батора, за 170 км від міста Арвайхера.

## Рельєф

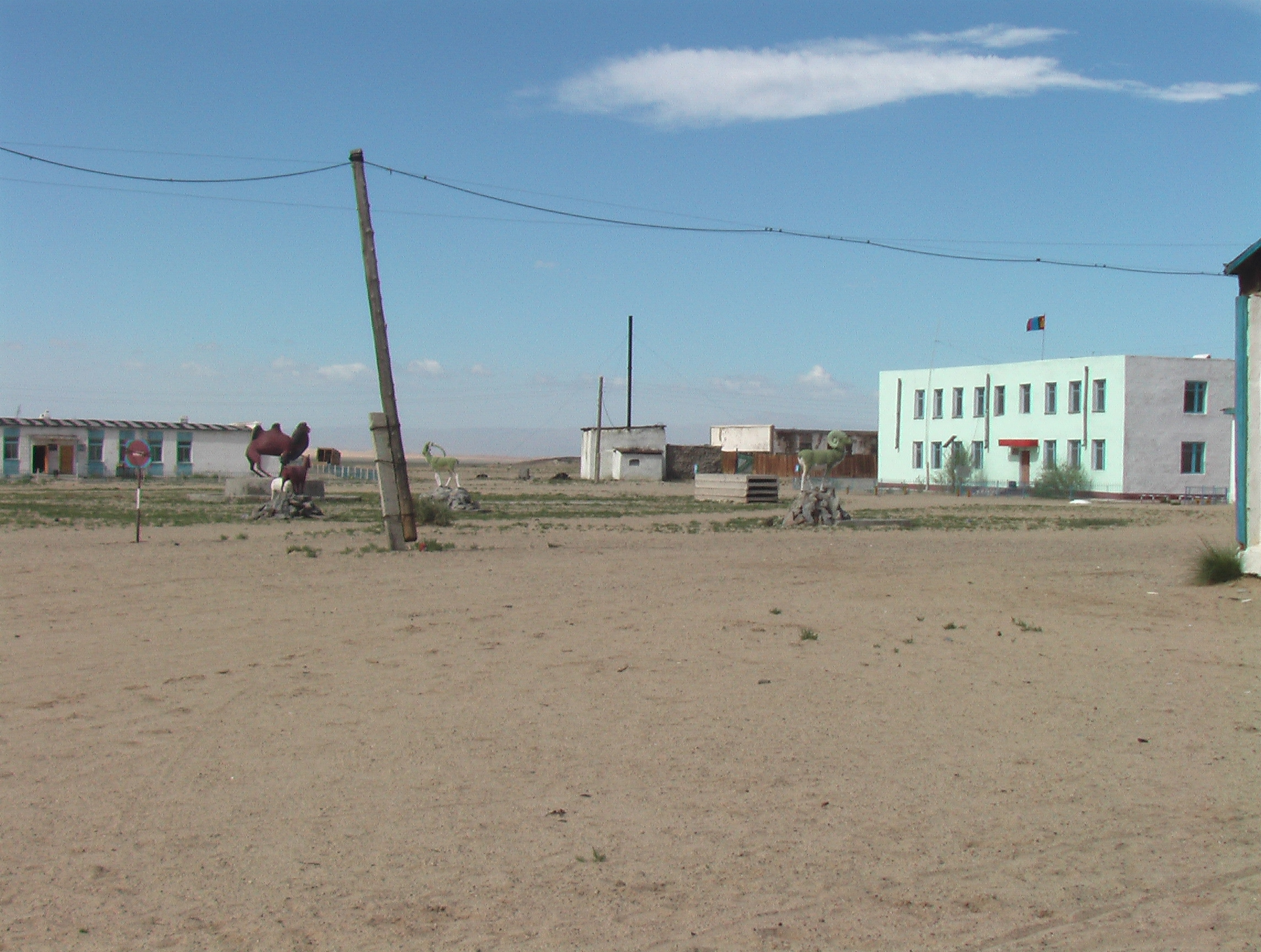
У центрі сомону

Найвища точка 3590 м — Зуунбогд. Територією сомону протікає річка Таац, є озера Таацин цагаан та Хуувур, Шарбурд. В основному степові коричневі ґрунти. Степова рослинність.

## Клімат
Клімат різко континентальний, щорічні опади 150–200 мм, середня температура січня −18°-20°С, середня температура липня +24°+25°С.

## Сільське господарство
Розвинуто тваринництво. 66,5 тис. голів худоби, з якої 34,4 тис. вівці, 18,7 тис. — кози, 2,8 тис. — коні, 8,0 тис. верблюди, 2,6 тис. — корови.

## Соціальна сфера
Є школа, лікарня, торговельно-обслуговуючі центри.